# Lexington (Illinois)
Lexington – miasto w Stanach Zjednoczonych, w stanie Illinois, w hrabstwie McLean.